# Super Trolley
Super Trolley è un videogioco dove si impersona un inserviente di un supermercato, pubblicato nel 1988 per Amstrad CPC, Commodore 64 e ZX Spectrum dalla Mastertronic in edizione economica. Ci furono accenni a una versione per MSX, ma non c'è evidenza della sua esistenza. Super Trolley ricevette di solito valutazioni negative dalla critica (versioni Commodore 64 e Spectrum).

## Modalità di gioco
Il supermercato è rappresentato come un labirinto di 6x6 stanze con visuale isometrica orientata in diagonale e personaggi in stile cartone animato. Il giocatore muove l'inserviente nelle quattro direzioni spingendo un carrello. Quando vuole può abbandonare il carrello per spostarsi senza di esso e prelevare merce dal suo interno, per poi tornare a prenderlo. Nel supermercato si aggirano numerose vecchiette che fanno da intralcio ai movimenti.
I livelli rappresentano le giornate lavorative da lunedì a sabato, ciascuna con durata temporale prefissata. Durante la giornata vengono dati uno alla volta dei compiti. Più se ne completano e più si otterrà punteggio, mentre se si combinano guai come sbattere troppo spesso contro i clienti si subisce il licenziamento e il game over. Per ogni compito si parte e si deve ritornare al retrobottega entro un tempo limite, per poi ricevere il compito successivo.
I compiti più comuni consistono nel portare un certo tipo di merce alimentare sul suo specifico scaffale. Si inizia con un minigioco dove bisogna prezzare la merce, semplicemente spostando un cursore sopra tutta una griglia di cerchietti nel minor tempo possibile. Poi si torna alla visuale del supermercato e si deve trovare uno degli scaffali giusti; sotto la visuale viene indicato il tipo di merce dello scaffale attualmente vicino. La merce va quindi presa dal carrello e portata allo scaffale. Altri compiti differenti che possono essere assegnati includono recuperare un cane che vaga per il supermercato o raccogliere merci sparse per terra.

## Storia
Nel 1986 il bambino di 8 anni Andrew Collett, dopo essere stato al supermercato, ebbe l'idea per un possibile videogioco e scrisse a Jim'll Fix It, un programma televisivo britannico condotto da Jimmy Savile che cercava di esaudire i desideri dei bambini, per chiedere di realizzarlo. Tramite il programma venne contattata la Mastertronic che accettò l'idea e produsse il videogioco. Nel dicembre 1987 Andrew stesso venne ricontattato per partecipare a Jim'll Fix It. La Icon Design sviluppò il software e Andrew Collett viene effettivamente accreditato come il designer del gioco.